# Jörg Hammer

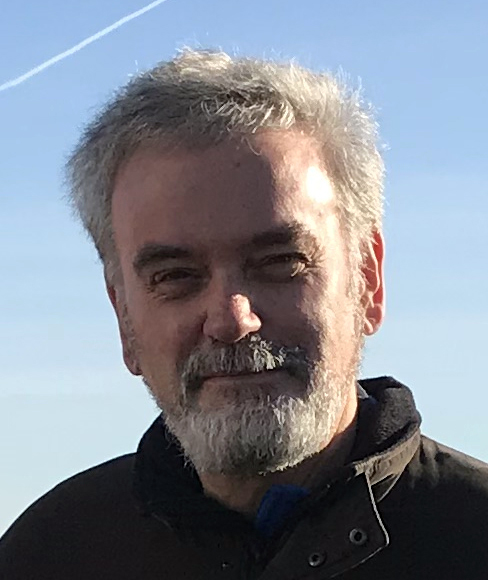
Jörg Hammer im Oktober 2018 in Krasnojarsk, Russland

Jörg Hammer (* 27. Februar 1958 in Angermünde; † 28. Februar 2019 in Hannover) war ein deutscher Geologe an der Bundesanstalt für Geowissenschaften und Rohstoffe in Hannover und Hochschullehrer an der Gottfried Wilhelm Leibniz Universität Hannover.

## Leben
Hammer wurde 1958 in Angermünde in der Uckermark als Sohn von Brigitte und Reinhard Hammer geboren und wuchs zusammen mit einer Schwester und einem Bruder in Schwedt/Oder auf. Nach dem Abitur begann er ein Studium der Geologie am Bergbauinstitut in Leningrad in der Sowjetunion (heute Staatliche Bergbau-Universität Sankt Petersburg in Sankt Petersburg, Russland), welches er 1982 als Montangeologe „mit Auszeichnung“ abschloss. Anschließend trat er eine Stelle als Assistent am Mineralogischen Institut der Bergakademie Freiberg (heute Technische Universität Bergakademie Freiberg) an und wurde 1986 bei Hans Jürgen Rösler mit einer Arbeit über die „Geochemie ausgewählter Elemente und deren Bindungsverhältnissen im Kupferschiefer der Sangerhäuser Mulde“ mit „summa cum laude“ promoviert. Im Anschluss an die Promotion wechselte er an das Institut für Geowissenschaften der Universität Greifswald und habilitierte sich 1995 wiederum an der TU Bergakademie Freiberg mit einer Arbeit über „Geochemie und Petrogenese der cadomischen und spätvariszischen Granitoide der Lausitz“.
Von 1996 bis 2002 leitete er ein Forschungsvorhaben zum Schadstoffrückhaltevermögen in der Deponie Schönberg/Ihlenberg. Die Ergebnisse dieser Untersuchungen wurden im Band 9 des „Handbuchs zur Erkundung des Untergrundes von Deponien und Altlasten“ publiziert.
Seit 2002 war Jörg Hammer als wissenschaftlicher Mitarbeiter an der Bundesanstalt für Geowissenschaften und Rohstoffe (BGR) tätig und folgte hier im Jahre 2008 Otto Bornemann als Referats- und später als Arbeitsbereichsleiter.
Jörg Hammer starb nach kurzer Krankheit am 28. Februar 2019 in Hannover.

## Forschungsarbeiten
Das Hauptarbeitsgebiet von Jörg Hammer war die Erkundung salinarer Strukturen, die strukturgeologische und stoffliche – d. h. mineralogisch-geochemische – Untersuchung, Charakterisierung und Bewertung von möglichen Standorten zur Endlagerung radioaktiver Abfälle in den Wirtsgesteinen sowie die Analyse und Bewertung der Barriereeigenschaften dieser Gesteinskomplexe. Damit war er einer der ganz wenigen in der Endlagerforschung tätigen Geologen, die umfassende Kenntnisse und praktische Erfahrungen mit allen drei Wirtsgesteinstypen
Steinsalz, Tonstein und Kristallin haben.
Hammer war maßgeblich an allen wichtigen geologischen Arbeiten der BGR für Endlagervorhaben der Bundesrepublik Deutschland beteiligt und prägte mit seiner Expertise die Methodik der geologischen Charakterisierung und Bewertung von Endlagergesteinsformationen. Für das in Deutschland laufende Standortauswahlverfahren sind seine Arbeiten auch weiterhin unverzichtbar.
Auch im internationalen Maßstab erfuhr Jörg Hammer Anerkennung und Wertschätzung, insbesondere für seine wissenschaftlichen Beiträge und für sein stetes Bemühen um die internationale Einbindung der russischen Kollegen. Er engagierte sich vor allem bei der Entwicklung der deutsch-russischen Zusammenarbeit zur Endlagersicherheitsforschung, zuletzt als deren Fachkoordinator im Auftrag des Bundesministerium für Wirtschaft und Energie.
Forschungsergebnisse so schnell wie möglich zu veröffentlichen gehörte zu den Selbstverständlichkeiten im wissenschaftlichen Leben von Jörg Hammer. Mehr als 100 Publikationen, zahlreiche Forschungsberichte und Fachvorträge sind Beleg für sowohl seine Forschungstätigkeit als auch für seinen unermüdlichen Publikationseifer, der bis in den populärwissenschaftlichen Bereich hineinreichte.
Ein wichtiges Anliegen für Jörg Hammer war die Nachwuchsförderung. Seine Projektarbeiten fanden häufig in enger Kooperation mit Universitäten und Hochschulen statt, wobei er großen Wert auf die Beteiligung von jungen Absolventen legte, die er so an die wichtige Thematik der Endlagerforschung heranführte. Dazu nutzte er auch den direkten Kontakt bei der universitären Lehre und Forschung. Noch Ende 2018 hatte Hammer einen Lehrauftrag für Ingenieurgeologie am Institut für Geologie der Leibniz Universität Hannover angenommen. Auf diese Weise entstand eine Schule junger Geowissenschaftler, welche ihre Arbeiten in seinem Sinne weiterführen.
Hammer war Mitveranstalter einer Reihe von internationalen Tagungen. Dazu gehörte z. B. die „GeoHannover 2012“, die vom 1. bis 3. Oktober 2012 in der Leibniz Universität Hannover stattfand, und in deren Ergebnis er als Gasteditor zusammen mit Gernold Zulauf den Band „Salt rocks : composition, structure and deformation behaviour“ der Zeitschrift der Deutschen Gesellschaft für Geowissenschaften veröffentlichte. Eine weitere solche internationale Tagung war die „9th Conference on the Mechanical Behavior of Salt“ (SaltMech IX), die vom 12. bis 14. September 2018 in der BGR Hannover durchgeführt wurde und für deren 2018 publizierte Proceedings er ebenfalls Mitherausgeber war.
Seit 2018 war er außerdem Mitherausgeber der Zeitschrift der Deutschen Gesellschaft für Geowissenschaften.